# Campionats del món de ciclisme en ruta de 1956
Els Campionats del món de ciclisme en ruta de 1956 es disputaren el 25 i 26 d'agost a Copenhaguen, Dinamarca.

## Resultats
| Proves :                         | Or                            | Or         | Argent                          | Argent | Bronze                         | Bronze |
| Professionals                    |                               |            |                                 |        |                                |        |
| Cursa en línia masculina detalls | Rik Van Steenbergen · Bèlgica | 7h 28' 15" | Rik Van Looy · Bèlgica          | m. t.  | Gerrit Schulte · Països Baixos | m. t.  |
| Amateurs                         |                               |            |                                 |        |                                |        |
| Cursa en línia masculina         | Frans Mahn · Països Baixos    | 4h 47' 54" | Norbert Verougstraete · Bèlgica | -      | Jan Buis · Països Baixos       | -      |

## Medaller
| Posició | País          | Or | Plata | Bronze | Total |
| 1       | Bèlgica       | 1  | 2     | 0      | 3     |
| 2       | Països Baixos | 1  | 0     | 2      | 3     |
| Total   | Total         | 2  | 2     | 2      | 6     |